# Blood Rage
Blood Rage é um jogo de tabuleiro com tema viking desenvolvido por Eric Lang e publicado pela CMON Limited em 2015. A dinâmica da partida inclui o controle de um clã de vikings mitológicos em busca de glória à medida que o Ragnarok se aproxima. A partida desenrola-se em três eras, em que cada jogador utiliza cartas para melhorias e faz batalhas para o controle de territórios.
Baseado em parte no design Midgard, de Lang, o jogo foi originalmente lançado no Kickstarter, arrecadando pouco menos de US$ 1 milhão. O jogo foi bem recebido, chegando à lista de recomendações para o prêmio Kennerspiel des Jahres 2015 de jogo de estratégia do ano.

## Dinâmica do jogo
No início de cada uma das três eras, cada jogador seleciona cartas por meio de recrutamento, isto é, fica com uma e passa o conjunto restante para o jogador à sua esquerda, até que os jogadores tenham seis cartas. Existem cartas que dão bônus em batalha, atualizações que dão habilidades especiais às forças de um jogador ou permitem que os jogadores recrutem monstros para lutar em seu clã, além de missões que dão objetivos de pontos de vitória de curto prazo. O clã de cada jogador começa da mesma forma, mas rapidamente se diferencia com base nas cartas escolhidas.
Após a compra das cartas, cada jogador se reveza sequencialmente, utilizando o recurso do jogo, Fúria, para realizar ações. Isso inclui atualizar as habilidades e forças de um clã, fazer com que suas tropas invadam o mapa ou saquear províncias. A pilhagem melhora ainda mais o clã e pode levar a batalhas com outros jogadores. As batalhas são resolvidas sem sorte - os jogadores jogam secretamente uma carta e somam-na à força de suas forças naquela região para determinar o vencedor.
Ao fim de cada era, remove-se parte do tabuleiro à medida que o Ragnarok se aproxima. As tropas nessa parte do mapa são transportadas para Valhalla, o que dá pontos de vitória. Há diversas estratégias possíveis, já que a combinação de cartas distintas permite escolhas próprias.

## Prêmios
- Recomendação da Kennerspiel des Jahres 2016[8][9]
- Prêmio Internacional Gamers 2016 - Estratégia Geral: Nomeação na categoria Multijogador[9]
- Nomeação para Jogo de Mesa do Ano SXSW 2016[9]
- Nomeação para Goblin Magnífico 2016[9]
- Nomeação para a escolha do Meeples de 2015[9]
- Nomeação para o Jogo de Tabuleiro Golden Geek do Ano de 2015[9]
- Indicação para Melhor Jogo de Tabuleiro Temático Golden Geek 2015[9]
- Indicação para melhor jogo de tabuleiro de estratégia Golden Geek de 2015[9]
- Indicação para melhor arte / apresentação de jogo de tabuleiro Golden Geek de 2015[9]

- Referências

1. ↑  L., Amaury (30 de agosto de 2016). «Du sang, de la rage et des vikings !». SciFi-Universe. Consultado em 7 de dezembro de 2016
2. ↑  Guarino, Ben (5 de julho de 2016). «'Blood Rage' is the Best Viking Board Game, Anti-Troll Propaganda». Inverse. Consultado em 5 de dezembro de 2016
3. ↑  Anderson, Nate (16 de julho de 2016). «The 2016 "Board Game of the Year" nominees, reviewed». arstechnica. Consultado em 5 de dezembro de 2016
4. ↑  East, Oliver (29 de maio de 2017). «Blood Rage Review – Secured Its Place In Valhalla». Just Push Start. Consultado em 12 de junho de 2017
5. ↑  Zimmerman, Aaron (11 de junho de 2016). «Blood Rage review: Vikings, monsters, and the end of the world». arstechnica. Consultado em 11 de dezembro de 2016
6. 1 2  Zimmerman, Aaron (11 de junho de 2016). «Blood Rage review: Vikings, monsters, and the end of the world». arstechnica. Consultado em 11 de dezembro de 2016
7. ↑  Guarino, Ben (5 de julho de 2016). «'Blood Rage' is the Best Viking Board Game, Anti-Troll Propaganda». Inverse. Consultado em 5 de dezembro de 2016
8. ↑  Anderson, Nate (16 de julho de 2016). «The 2016 "Board Game of the Year" nominees, reviewed». arstechnica. Consultado em 5 de dezembro de 2016
9. 1 2 3 4 5 6 7 8 9  «Blood Rage on BoardGameGeek». BoardGameGeek. Consultado em 11 de dezembro de 2016